# Molecular Cancer Therapeutics
Molecular Cancer Therapeutics, abgekürzt Mol. Cancer Ther., ist eine wissenschaftliche Fachzeitschrift, die von der American Association for Cancer Research veröffentlicht wird. Derzeit erscheint die Zeitschrift mit zwölf Ausgaben im Jahr. Es werden Arbeiten aus dem Bereich der molekularen Krebstherapie veröffentlicht.
Der Impact Factor lag im Jahr 2015 bei 5,579. Nach der Statistik des ISI Web of Knowledge wird das Journal mit diesem Impact Factor in der Kategorie Onkologie an 27. Stelle von 213 Zeitschriften geführt.